# Странац (филм)
Странац (енгл. The Foreigner) је амерички неоноар акциони трилер филм из 2017. године редитеља Мартина Кембела. Сценарио потписује Дејвид Маркони на основу романа Кинез из 1992. аутора Стивена Летера, док су продуценти филма Џеки Чен, Вејн Марк Годфреј, Скот Лумпкин, Џејми Маршал и Артур Саркисјан. Музику је компоновао Клиф Мартинез.
Глумачку екипу чине Џеки Чен, Пирс Броснан, Мајкл Макелатон, Лиу Тао, Чарли Марфи, Орла Брејди, Кејти Леунг и Реј Фирон. Светска премијера филма је била одржана 30. септембра у Кини, док је са приказивањем у САД почео 13. октобра 2017.
Буџет филма је износио 35 000 000 долара, а зарада од филма је 145 400 000 долара.

## Радња
Прича о скромном лондонском предузетнику Куану (Џеки Чен), који тражи освету када његова једина кћерка бива убијена у терористичком чину. У неуморној потрази за идентитетом убице своје кћери, Куан је присиљен на игру мачке и миша с владиним службеником, чија би прошлост могла да води до трагова идентитета убице.

## Улоге
| Глумац          | Улога             |
| --------------- | ----------------- |
| Џеки Чен        | Куан              |
| Пирс Броснан    | Лијам Хенеси      |
| Мајкл Макелатон | Џим Кавана        |
| Лиу Тао         | Кеји Лам          |
| Чарли Марфи     | Меги / Сара Макај |
| Орла Брејди     | Мери Хенеси       |
| Кејти Леунг     | Фан               |
| Реј Фирон       | Ричард Бромли     |